# Negasso Gidada

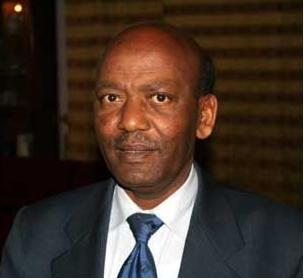
Negasso Gidada

Negasso Gidada (Oromo: Nagaaso Gidaadaa, in äthiopischer Schrift: ነጋሶ ጊዳዳ (transkribiert Nägaso Gidada); * 8. September 1943 in Dembi Dolo, West-Wollega, heute in der Region Oromia; † 27. April 2019) war ein äthiopischer Politiker. Er war von 1995 bis 2001 Präsident des Landes, später war er in der Opposition aktiv. Negasso Gidada gehörte den Oromo an, der größten Volksgruppe in Äthiopien. Da es sich bei „Gidada“ um ein Patronym handelt, ist Negasso die korrekte Namensform.

## Lebenslauf
Negasso Gidada besuchte die Grundschule in Dembi Dolo und später Oberschulen in Nazret/Adama und Addis Abeba. Zwischen 1967 und 1971 studierte er Geschichte an der Haile-Selassie-I.-Universität in Addis Abeba. Er schloss sein Universitätsstudium mit einem Magistergrad (Master) in Geschichte ab und arbeitete für drei Jahre als Lehrer und Schuldirektor im Westen Äthiopiens.
Im Oktober 1974 ging er ins Exil nach Deutschland. Während seines Aufenthaltes dort hatte er verschiedene Posten inne und nahm zahlreiche Aufgaben wahr. Von 1983 bis 1985 unterrichtete er als Hochschullehrer die Sprache der Oromo. Er promovierte in Ethnologie und wurde 1985 Mitglied des Dritte Welt Haus e. V. in Frankfurt am Main. Er war von 1976 bis 1981 unter anderem Sekretär, Herausgeber und Vorsitzender aller Oromo-Studenten in Europa. Von 1979 bis 1981 war er ein Mitglied und Vertreter der Oromo-Befreiungsfront in Europa. Von 1986 bis 1991 diente Negasso als Herausgeber, Sekretär und Vorsitzender der Vereinigung aller Oromo in Europa.
1989 wurde er Mitglied der Demokratischen Organisation des Oromovolkes (OPDO) und somit Mitglied der Koalition der Revolutionären Demokratischen Front der Äthiopischen Völker, die 1991 gegründet wurde. Negasso kehrte im Sommer 1991 nach Äthiopien zurück und wurde Mitglied des Zentralausschusses des OPDO. Er wurde zum Minister für Arbeit und Soziale Angelegenheiten ernannt. In diesem Amt blieb er bis 1992. In der Übergangsregierung war er auch Informationsminister, bis er am 22. August 1995 Präsident wurde. Als solcher war er Nachfolger von Meles Zenawi, der seinerseits am 22. August 1995 Premierminister wurde.
Negasso Gidada bekleidete das weitgehend symbolische Präsidentenamt bis zum Ablauf seiner Amtszeit am 8. Oktober 2001.
Bei den Parlamentswahlen in Äthiopien 2005 wurde Negasso Gidada im Wahlkreis Dembi Dolo als unabhängiger Kandidat in das Volksrepräsentantenhaus gewählt. Im November 2009 gab er bekannt, dass er sich der Oppositionspartei Einheit für Demokratie und Gerechtigkeit angeschlossen habe.
Negasso Gidada war zum zweiten Mal verheiratet. Er hatte zwei Kinder aus erster Ehe und eine angenommene Tochter, die seine zweite Frau mit in die Ehe brachte.
Negasso war mit Regina Abelt, einer deutschen Krankenschwester und Hebamme, verheiratet. Als „First Lady“ trat sie jedoch nicht in Erscheinung.
Negasso Gidada starb im April 2019 im Alter von 75 Jahren in Deutschland, wo er sich zu medizinischer Behandlung aufgehalten hatte.